# Villeneuve-Renneville-Chevigny
Villeneuve-Renneville-Chevigny è un comune francese di 316 abitanti situato nel dipartimento della Marna nella regione del Grand Est.

## Società

### Evoluzione demografica
Abitanti censiti